# Dryopteris liboensis
Dryopteris liboensis är en träjonväxtart som beskrevs av P. S. Wang, X. Y. Wang och Li Bing Zhang. Dryopteris liboensis ingår i släktet Dryopteris och familjen Dryopteridaceae. Inga underarter finns listade.